# Leucochrysa (Nodita) cruentata
Leucochrysa (Nodita) cruentata is een insect uit de familie van de gaasvliegen (Chrysopidae), die tot de orde netvleugeligen (Neuroptera) behoort. 
Leucochrysa (Nodita) cruentata is voor het eerst wetenschappelijk beschreven door Schneider in 1851.